# Aladfar
Aladfar ist die Bezeichnung des Sterns η Lyrae (Eta Lyrae). Aladfar gehört der Spektralklasse B2.5IV an und besitzt eine scheinbare Helligkeit von +4,39 mag. Er befindet sich in einer Entfernung von ca. 1120 Lichtjahren. Der Name (arabisch) bedeutet „Krallen (eines herabstoßenden Adlers)“. Aladfar ist wohl ein spektroskopischer Doppelstern.